# هاوک‌من
هاوک‌من (به انگلیسی: Hawkman) عنوان چندین شخصیت خیالی ابرقهرمان در کتاب‌های کامیک آمریکایی منتشر شده توسط دی‌سی کامیکس است. نخستین هاوک‌من توسط گاردنر فاکس و دنیس نویل خلق شده‌است که برای اولین بار، در شمارهٔ ۱ کمیک‌های فلش (ژانویه ۱۹۴۰) معرفی شد.
تا کنون چندین تجسم از شخصیت هاوک‌من در کمیک‌های دی‌سی حضور پیدا کرده‌اند، که همهٔ آن‌ها با استفاده از سلاح‌های قدیمی و بال‌های مصنوعی بزرگ متصل به آن‌ها از جنس فلز خیالی «Nth» قادر به پرواز هستند. اغلب برداشت‌ها از شخصیت هاوک‌من همکاری نزدیکی با یک همدست/شریک عشقی به نام هاوک‌گرل یا هاوک‌ومن دارند.

## زندگینامه ساختگی شخصیت‌ها

### کارتر هال
در دوران مصر باستان، شاهزاده خوفو درگیر دشمنی با رقیب خود، کشیش مصری "هتسث" است. هتسث در نهایت خوفو و همسر وی چی-آرا را دستگیر کرده و آن‌ها را می‌کشد. هزاران سال بعد، در سال ۱۹۴۰، خوفو به عنوان باستان‌شناس آمریکایی، کارتر هال، و چی-آرا به عنوان، شیئرا سندرز دوباره متولد می‌شوند.

### کاتار هول
کاتار هول یک افسر پلیس با شرافت در زادگاه خود ثاناگار است. او در کنار همسرش شایرا، با استفاده از فلز ضد گرانش نهم (که همچنین با نام «Nth» شناخته می‌شود) و بال‌های خود به مبارزه با جنایت‌کاران می‌پردازند.

### فل اندر
در اواخر سال ۱۹۸۰، جاسوس ثاناگاریان فل اندر، که دیگر برای مدت معدودی بر روی کره زمین زندگی کرده بود، توسط ارتش ثاناگاریان به او فرمان داده شد تا به عنوان دومین هاوک‌من به تیم لیگ عدالت نفوذ کند.

### چارلی پارکر
به عنوان یکی از اعضای تیم تایتان‌های نوجوان، با نام عقاب طلایی، چارلی پارکر پس از حمله انجمن وایلدبیست در طی رویداد شکار تایتان‌ها، مرده تلقی شد. اما بعدها در جلد چهارم هاوک‌من مشخص شد که او زنده است و در ادامه برای مدتی به کمک کارتر هال رفت. اما زمانی که کارتر هال ظاهراً جانش را از دست داد، چارلی پارکر جایگزین او و تبدیل به چهارمین هاوک‌من گشت. او خود را پسر کارتر هال معرفی کرد، اما در واقع او فرزند فل اندر است.